# Torrance House

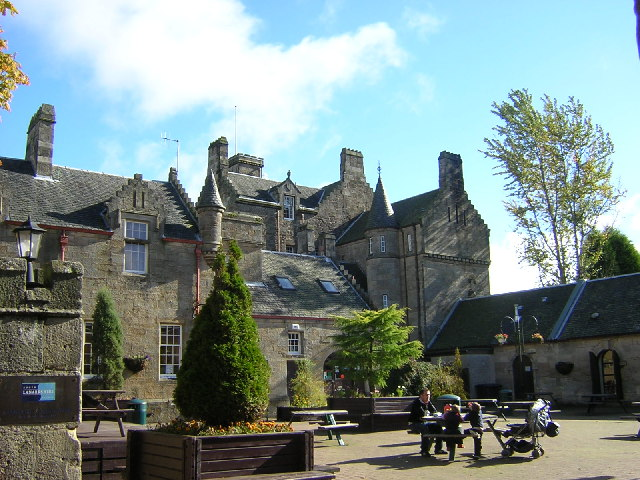
Torrance House

Torrance House ist ein Herrenhaus in Schottland. Es liegt am Südostrand von East Kilbride in der Council Area South Lanarkshire. 1963 wurde das Bauwerk in die schottischen Denkmallisten in der höchsten Kategorie A aufgenommen. Des Weiteren bildet es mit verschiedenen Außengebäuden eine Denkmalensemble der Kategorie A.

## Geschichte
Am Standort befand sich zuvor ein Wehrbau namens Torrance Castle. Im Jahre 1605 ließ Roger Hamilton diesen abbrechen und ein Tower House errichten. James Hamilton of Shields erbte diese Keimzelle von Torrance House und veräußerte das Anwesen an James Stuart of Castlemilk. Dieser ließ das ursprünglich L-förmige Tower House zu einem Herrenhaus erweitern. 1740 fertigte der schottische Architekt William Adam Entwürfe für eine Überarbeitung von Torrance House. Obschon in Adams Werk „Vitruvius Scoticus“ veröffentlicht, wurden sie nie umgesetzt.
Im späten 18. Jahrhundert wurde dann eine Überarbeitung und Erweiterung in Auftrag gegeben, die sich an Adams Entwürfen orientierte. Die Ergänzungen wurden im Jahre 1879 zusammen mit verschiedenen Außengebäuden im Scottish-Baronial-Stil überarbeitet. Nachdem Torrance House zwischen 1948 und 1966 als Sitz der East Kilbride Development Corporation diente, stand es in der Folgezeit leer. Es fiel der Regierung von Lanarkshire zu, die es restaurierte und der Öffentlichkeit zugänglich machte.